# Lonicera sempervirens
Espèce
Classification phylogénétique
Lonicera sempervirens est une espèce de chèvrefeuille arbustes de la famille des caprifoliacées.

## Description
C'est un arbuste de plusieurs mètres de haut.
Ses feuilles sont opposées, de forme ovale.
Les fleurs sont de couleur rose.

## Habitat
Lonicera sempervirens est originaire de l'Est de l'Amérique du Nord.